# Dreimänniger Tännel
Der Dreimännige Tännel oder Stiel-Tännel (Elatine triandra),  auch Dreistaubblättriger Tännel oder Kreuz-Tännel genannt, ist eine Pflanzenart aus der Gattung Elatine innerhalb der Familie der Tännelgewächse (Elatinaceae). Er gedeiht auf der Nordhalbkugel in Eurasien und in Nordamerika in stehenden Gewässern.

## Beschreibung

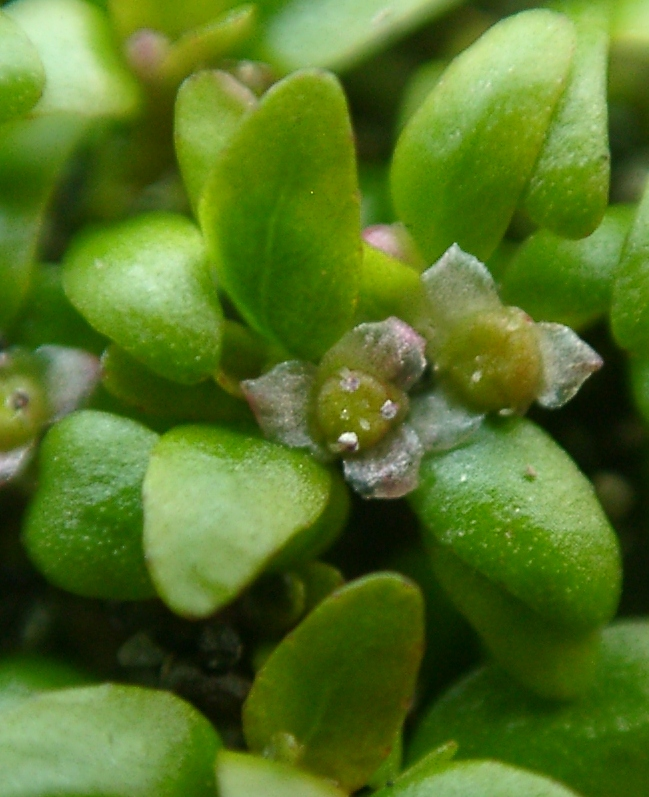
Dreizählige Blüte

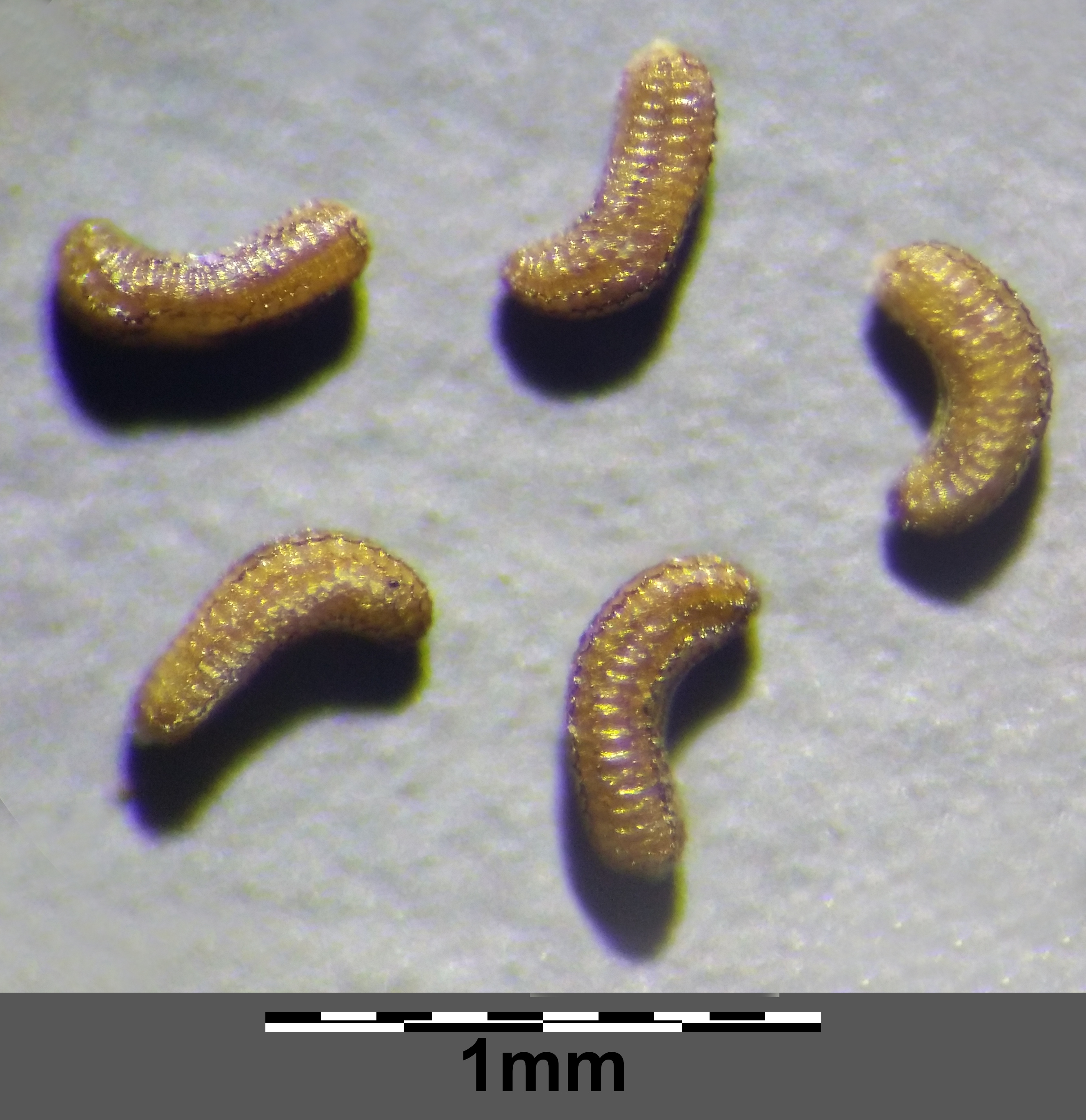
Samen

### Vegetative Merkmale
Der Dreimännige Tännel ist eine einjährige krautige Pflanze. Der 2 bis 15 Zentimeter lange, kriechende Stängel bildet Wurzeln an den Knoten. Die Laubblätter sind in Blattstiel und Blattspreite gegliedert. Der Blattstiel ist höchstens so lang wie die Spreite, meist kürzer. Die Blattspreite ist elliptisch bis eiförmig-länglich und kaum sichtbar gekerbt.

### Generative Merkmale
Die Blütezeit reicht von Juni bis September. Die dreizähligen Blüten öffnen sich meist nicht und sind wie die Früchte sitzend. Der Kelch zweiteilig. Die drei Kronblätter sind rosafarben oder weiß und so lang wie der Kelch. Es sind drei Staubblätter vorhanden. Die Samen sind leicht gebogen und haben keine Längsrippen.
Die Chromosomenzahl beträgt 2n = 36.

## Vorkommen und Gefährdung
Der Dreimännige Tännel auf der Nordhalbkugel in Eurasien und in Nordamerika verbreitet. Der Dreimännige Tännel ist zirkumpolar verbreitet, seine Nordgrenze liegt bei 68° nördlicher Breite. Er hat ein stark zersplittertes Areal. Verbreitungszentren in Europa liegen im südöstlichen Mitteleuropa, im südlichen Schweden und im südlichen Finnland. In Mitteleuropa kommt er sehr selten im Tiefland, im Oberrheingebiet, in Hessen, in Nord- und Ostbayern, im Alpenvorland sowie in Ober- und Niederösterreich, in der Steiermark, im Burgenland und am Alpenfuß vor. 
Der Dreimännige Tännel gedeiht am besten auf kalkarmen, humosen und nährstoffreichen, sandig-schlackigen oder schlammigen Böden. Er besiedelt Flachwasserzonen an Tümpel- und Teichufern, seltener wächst er an wasserspiegelnahen Uferpartien. Der Dreimännige Tännel ist überall dort im Rückgang begriffen, wo Teiche nicht regelmäßig im Herbst abgelassen werden. Er ist in Mitteleuropa eine Ordnungscharakterart des Cyperetalia fusci.
Der Dreimännige Tännel gilt in Deutschland als „gefährdet“.